# Biserica reformată din Satu Mic

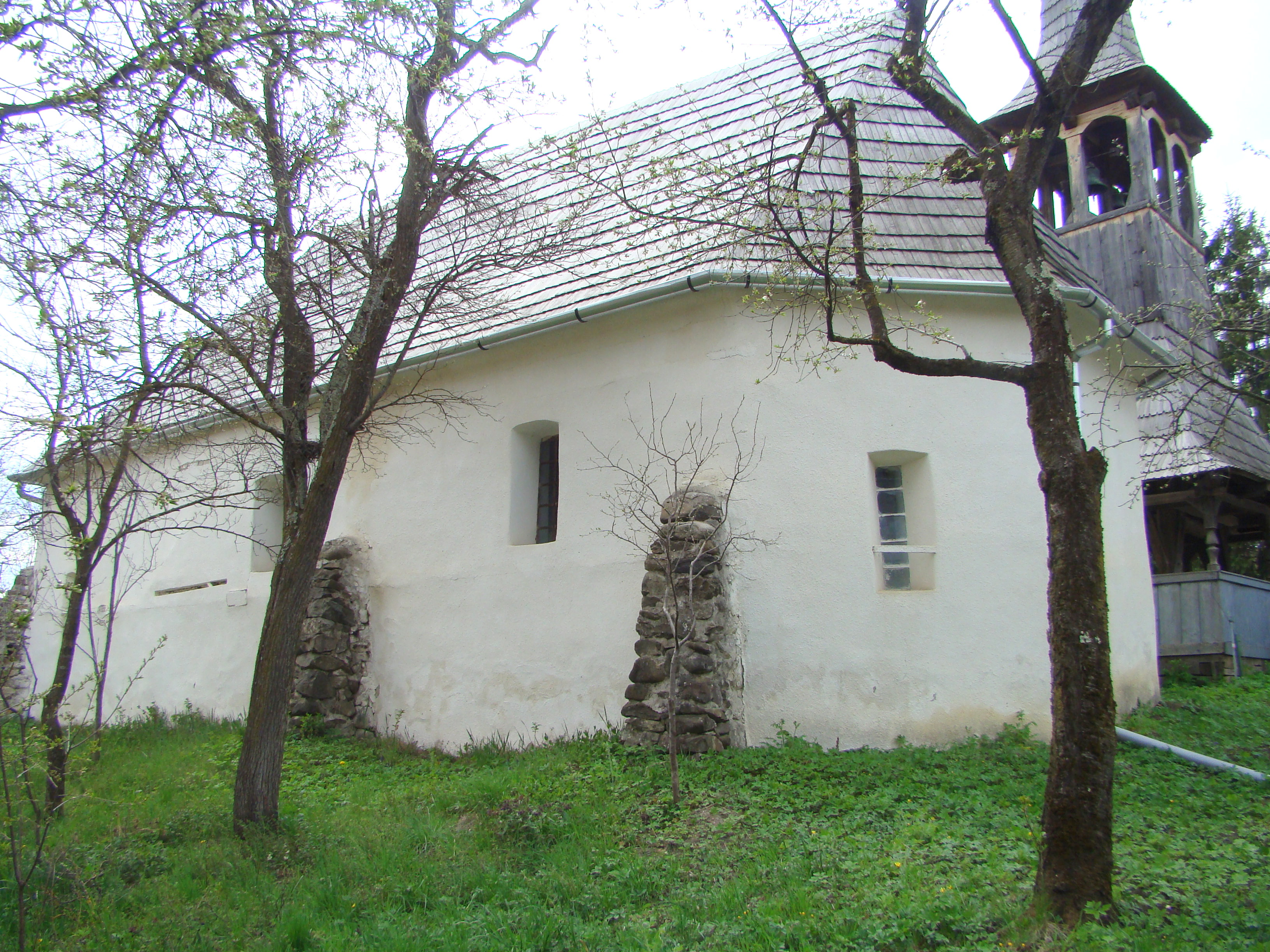
Biserica reformată din Satu Mic, comuna Lupeni, județul Harghita, foto: aprilie 2019.

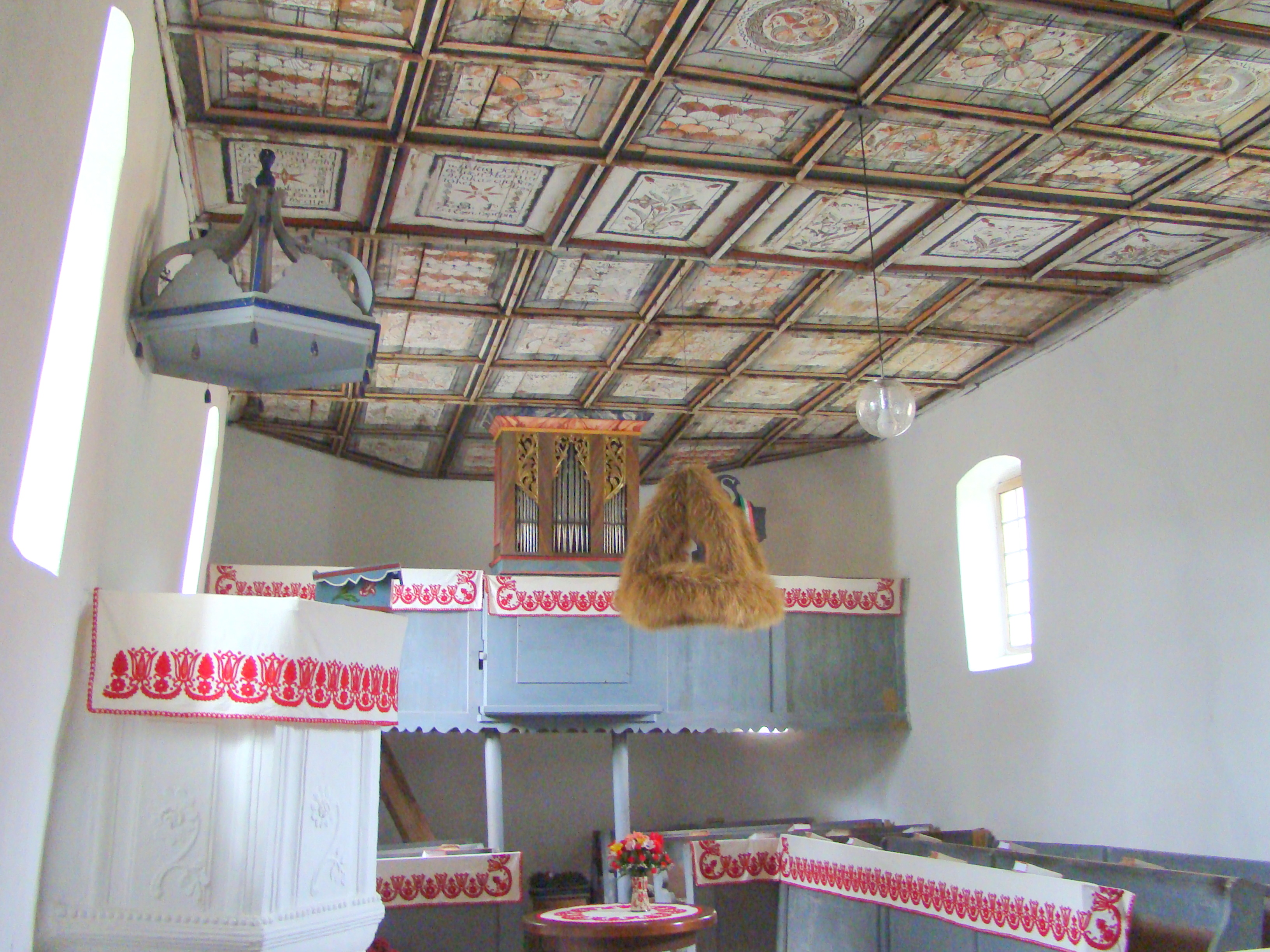
Interiorul bisericii, cu amvonul, orga și tavanul casetat

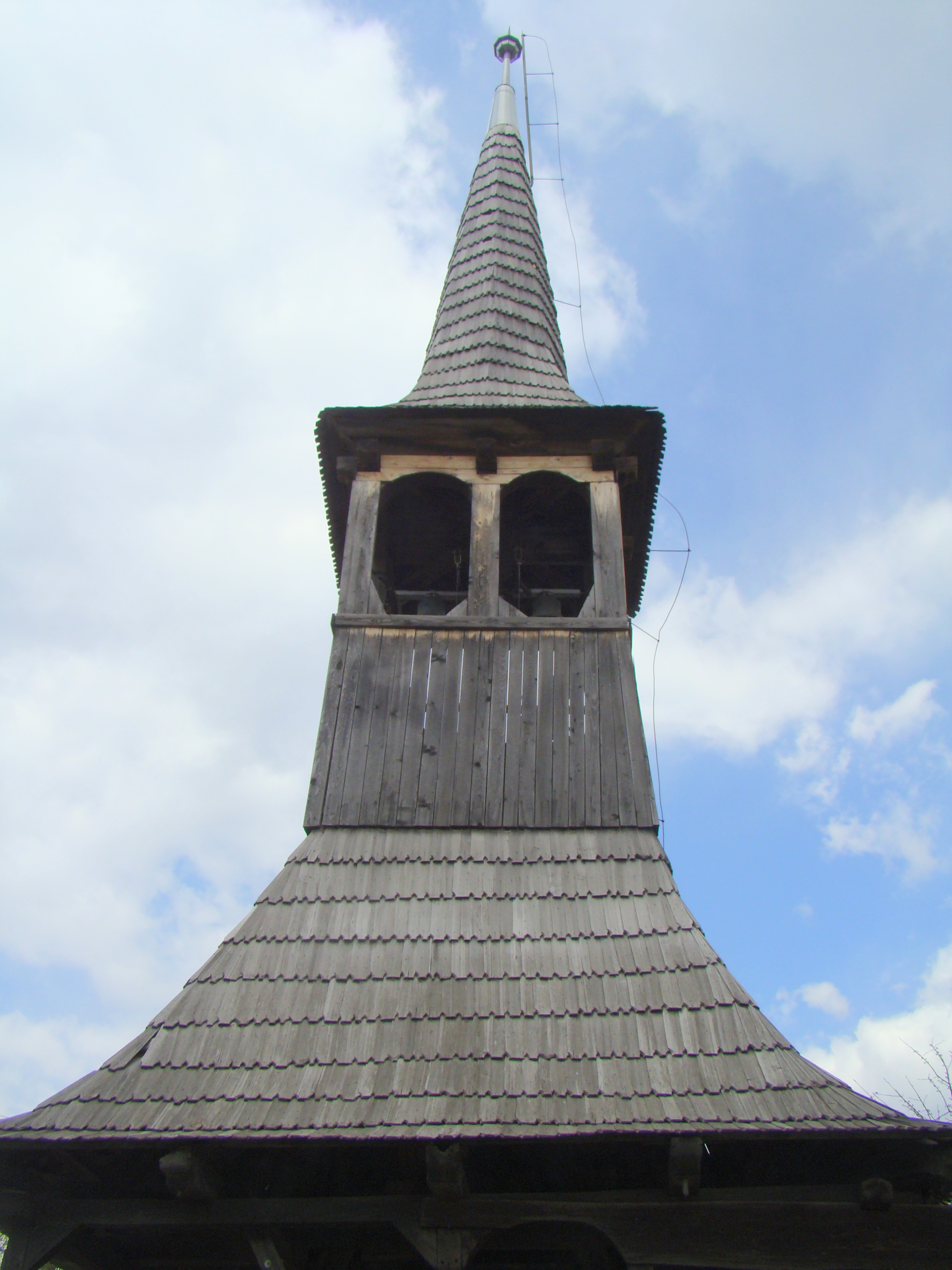
Clopotnița de lemn a bisericii reformate

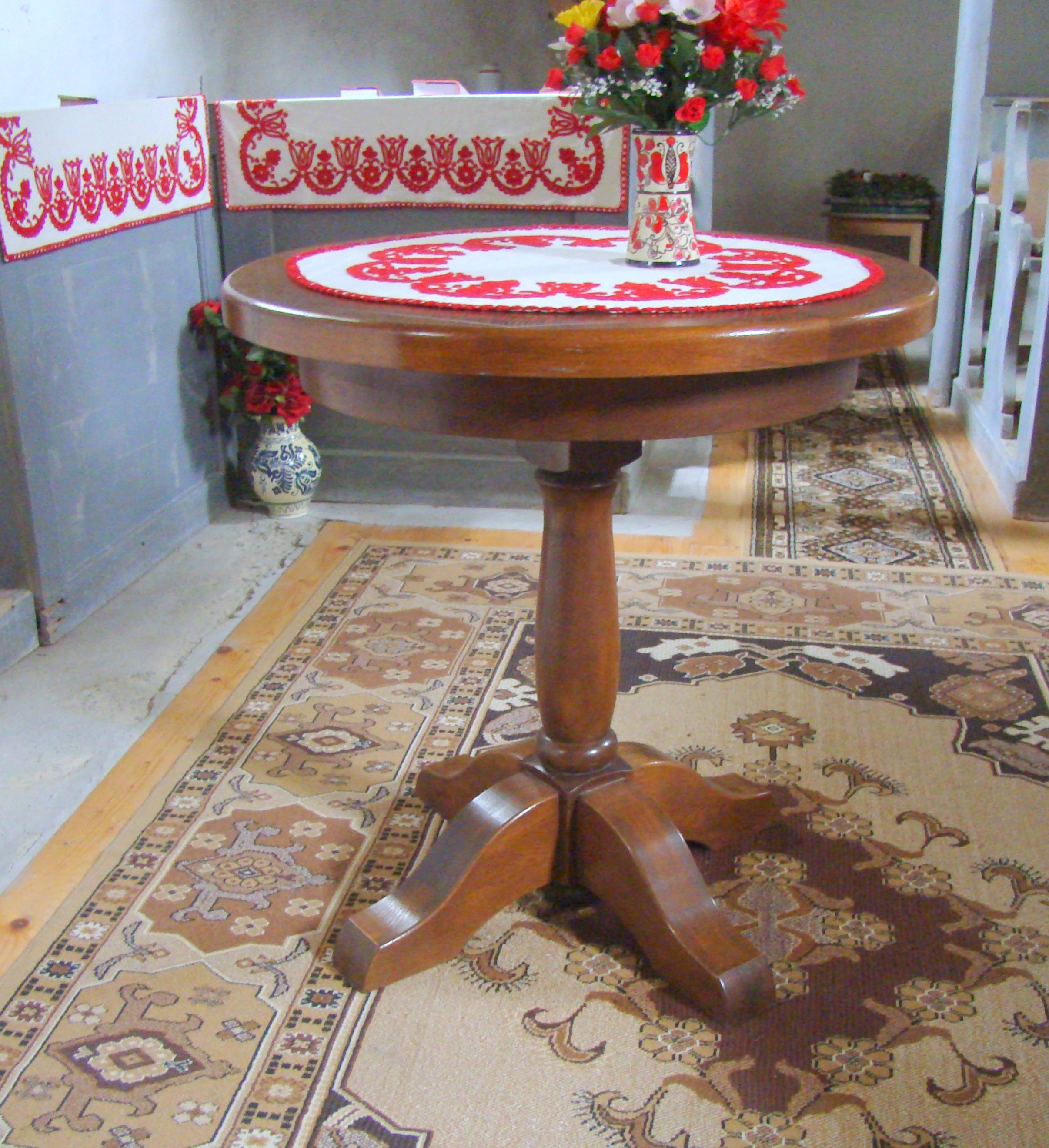
Masa Domnului

Biserica reformată din Satu Mic, comuna Lupeni, județul Harghita, datează din anul 1620. Biserica se află pe lista monumentelor istorice sub codul LMI: cod LMI HR-II-a-B-12955. 

## Localitatea
Satu Mic (maghiară Kecsetkisfalud) este un sat în comuna Lupeni din județul Harghita, Transilvania, România. Este menționat documentar cu numele actual din 1567. Se află la 14 km nord-vest de Odorheiu Secuiesc și la 1 km sud de Păltiniș, fiind filie a parohiei reformate din satul respectiv.

## Biserica
Biserica a fost construită în anul 1620 și reparată în 1815. Turnul-clopotniță din lemn a fost construit în 1827. În interior se remarcă valorosul tavan casetat, pe una dintre casete fiind trecut anul 1815, anul reparației capitale a bisericii.

## Imagini din interior

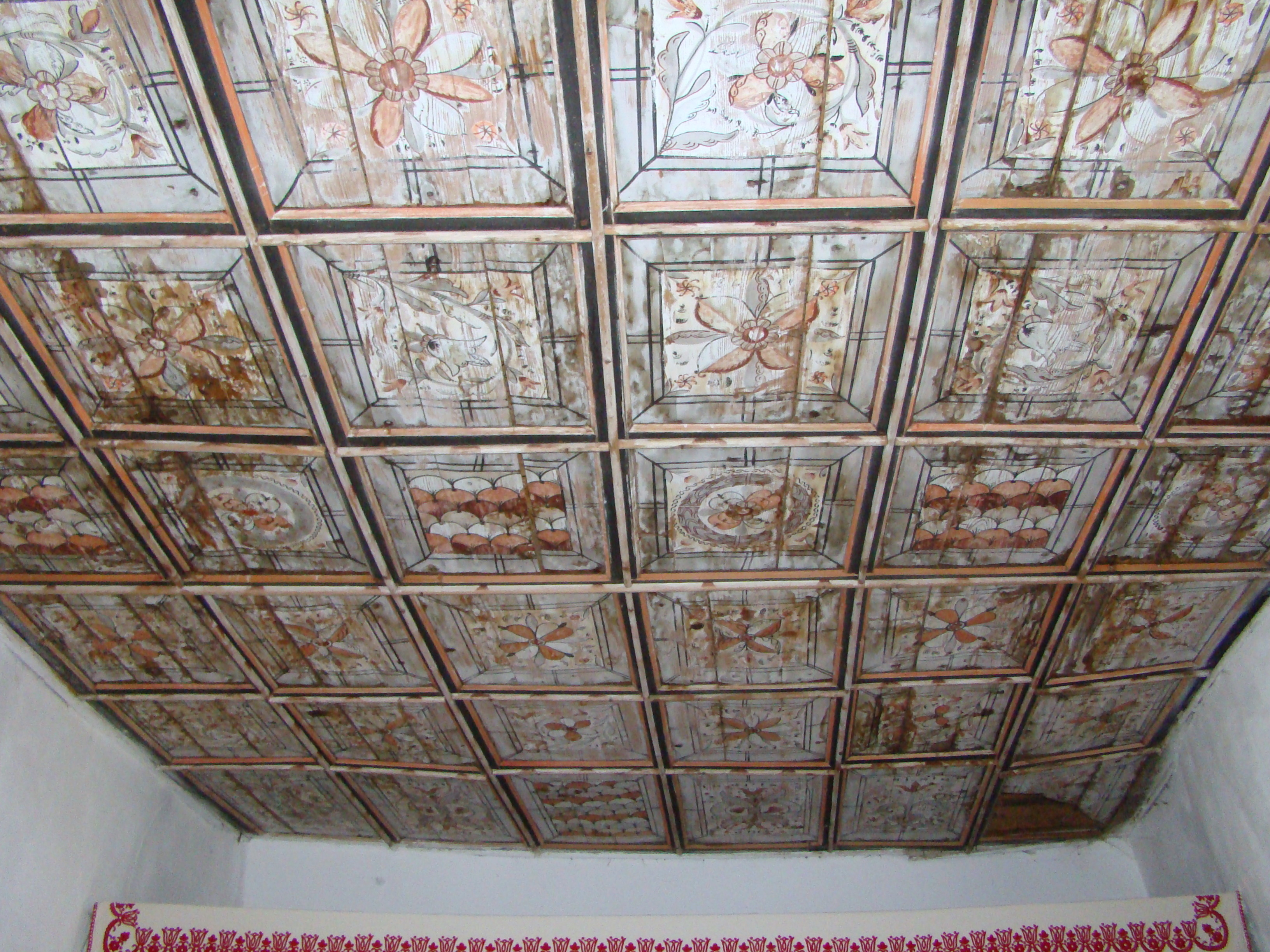
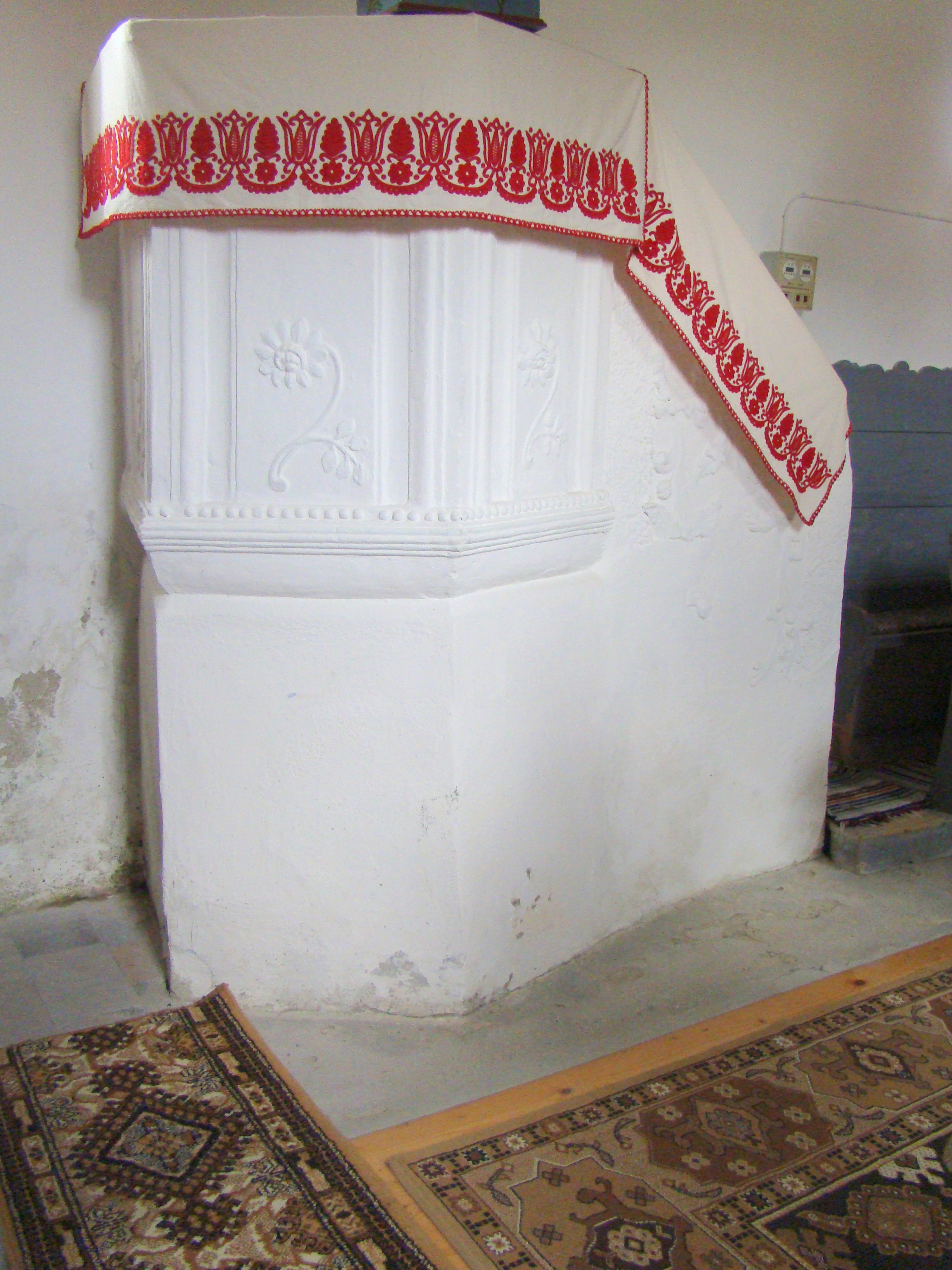
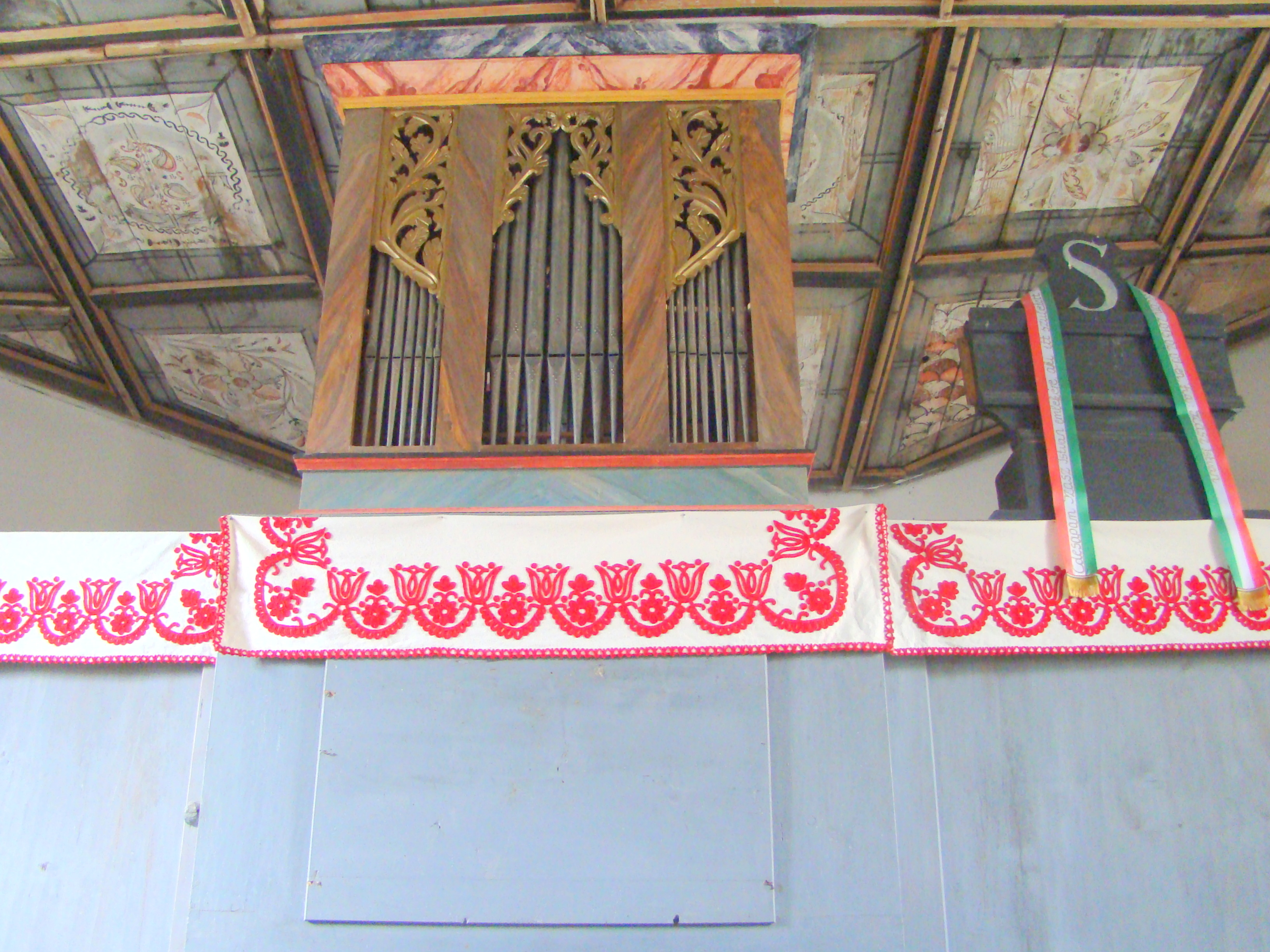
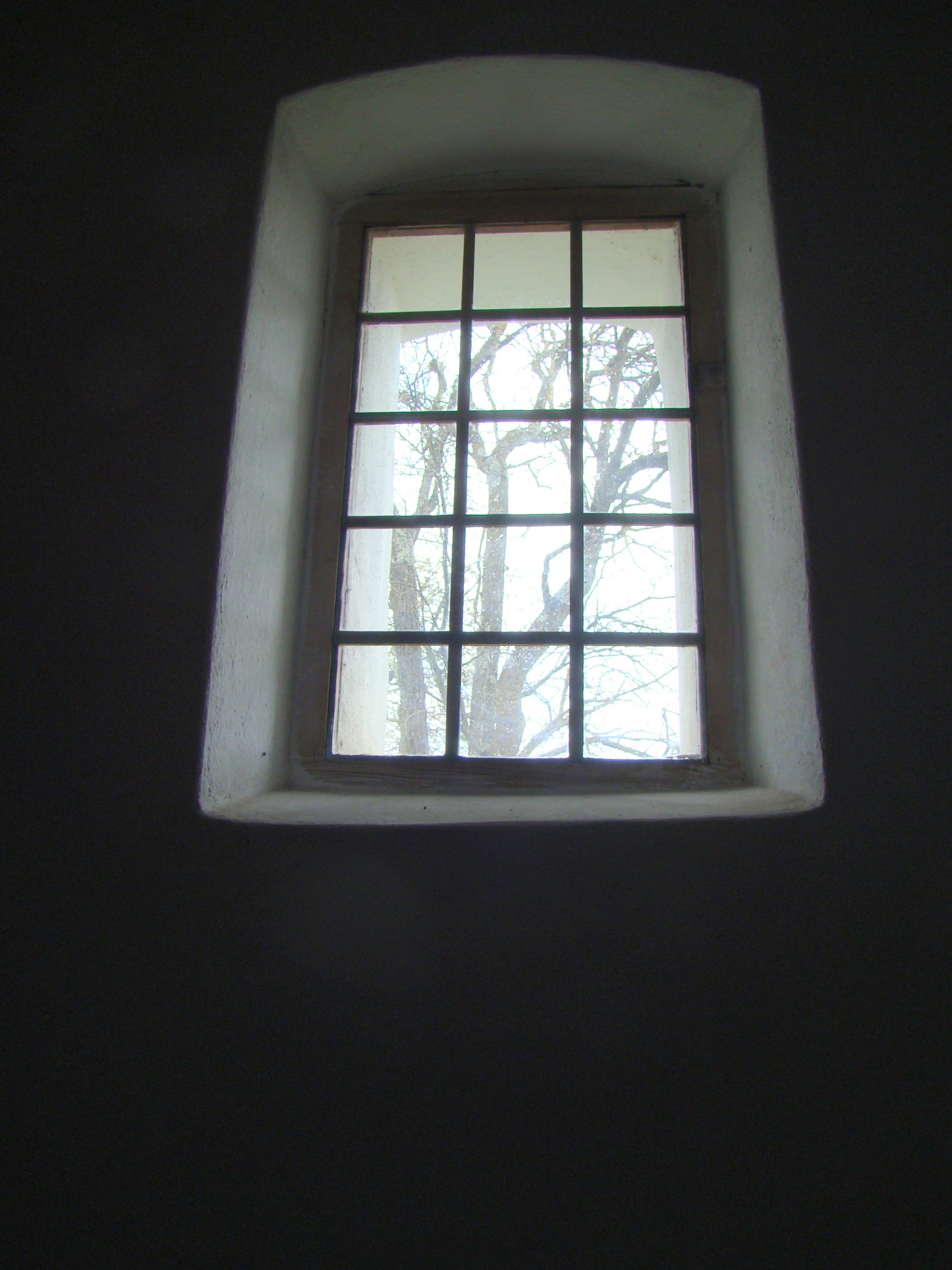
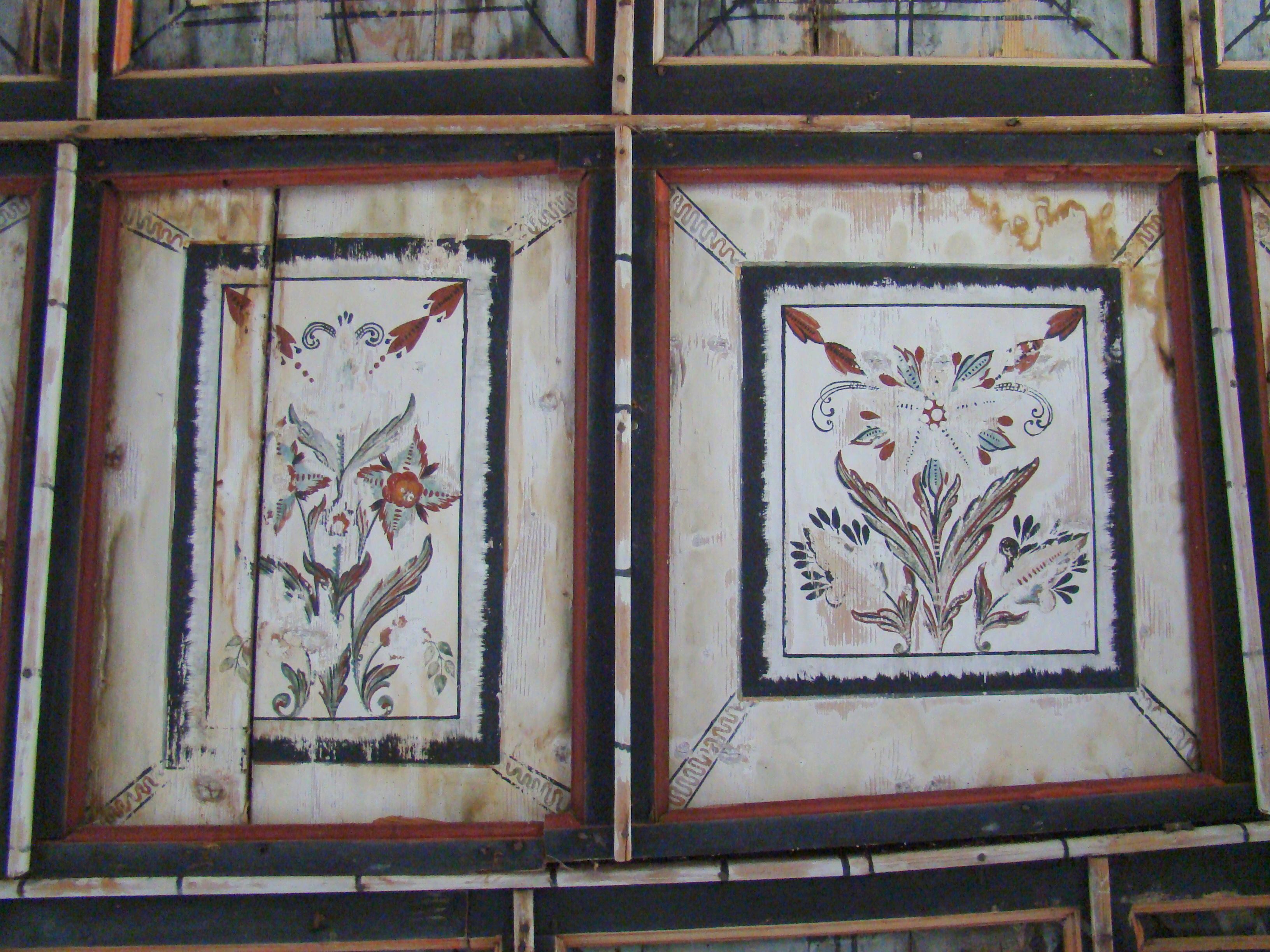
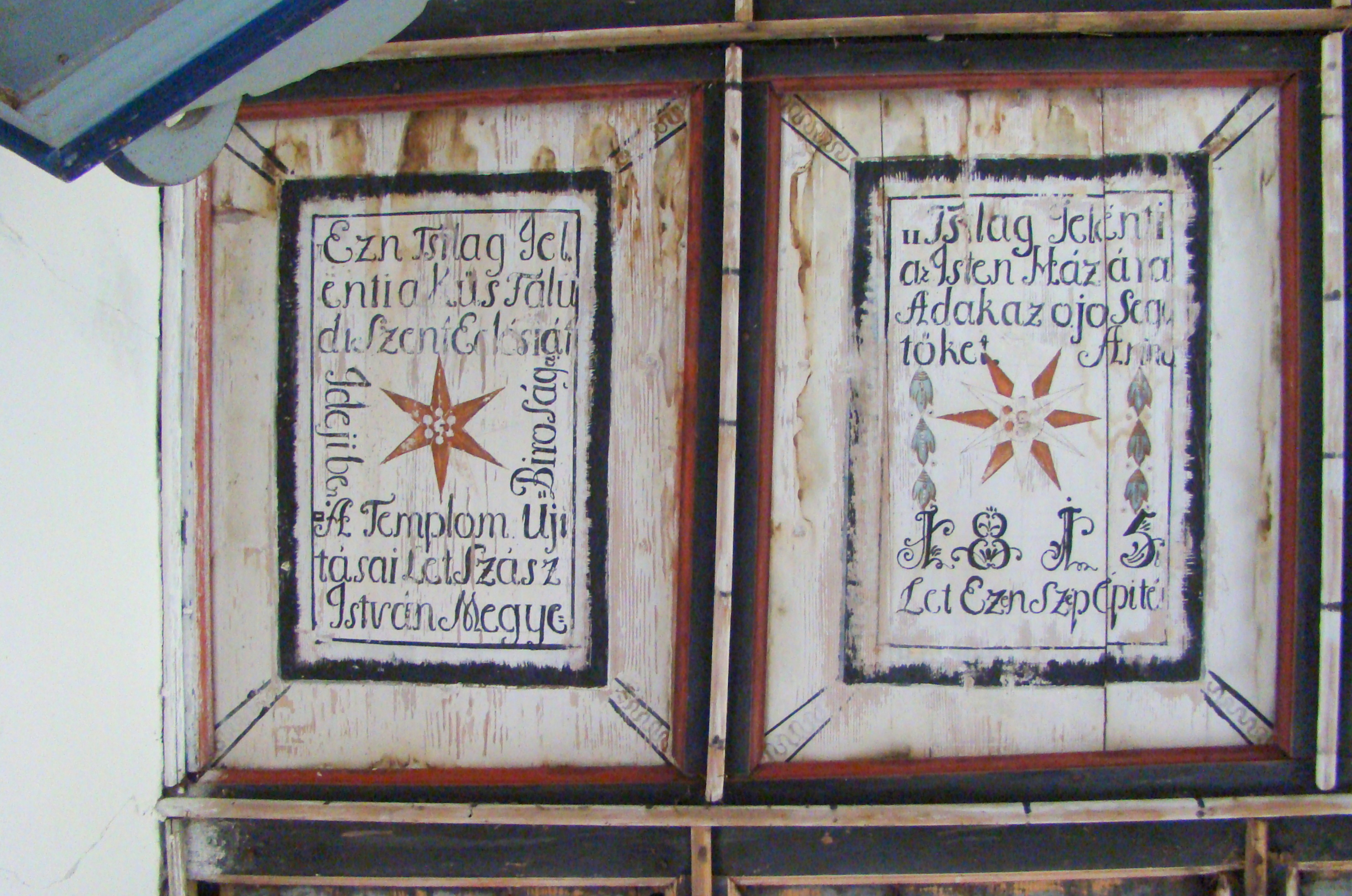
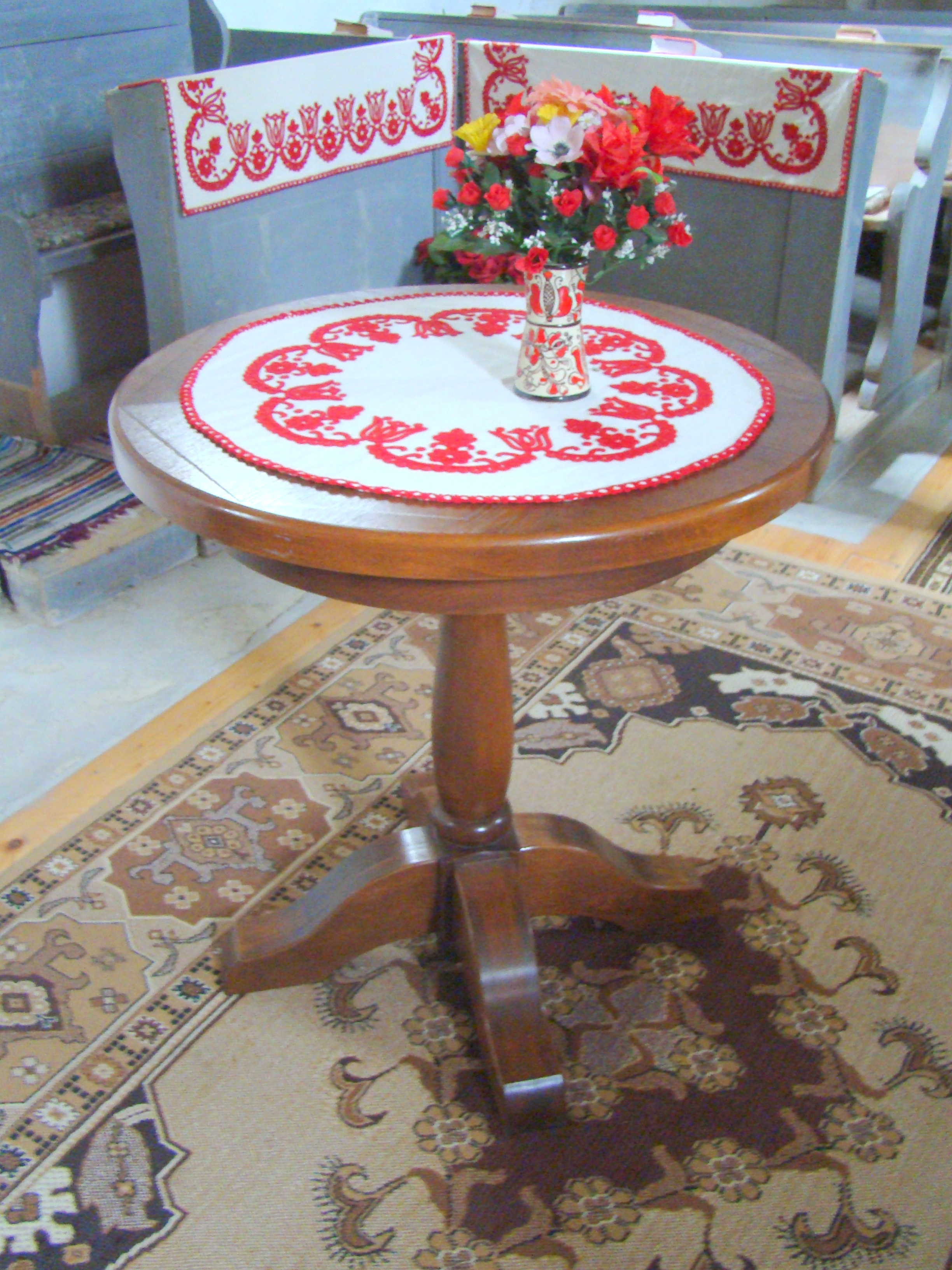
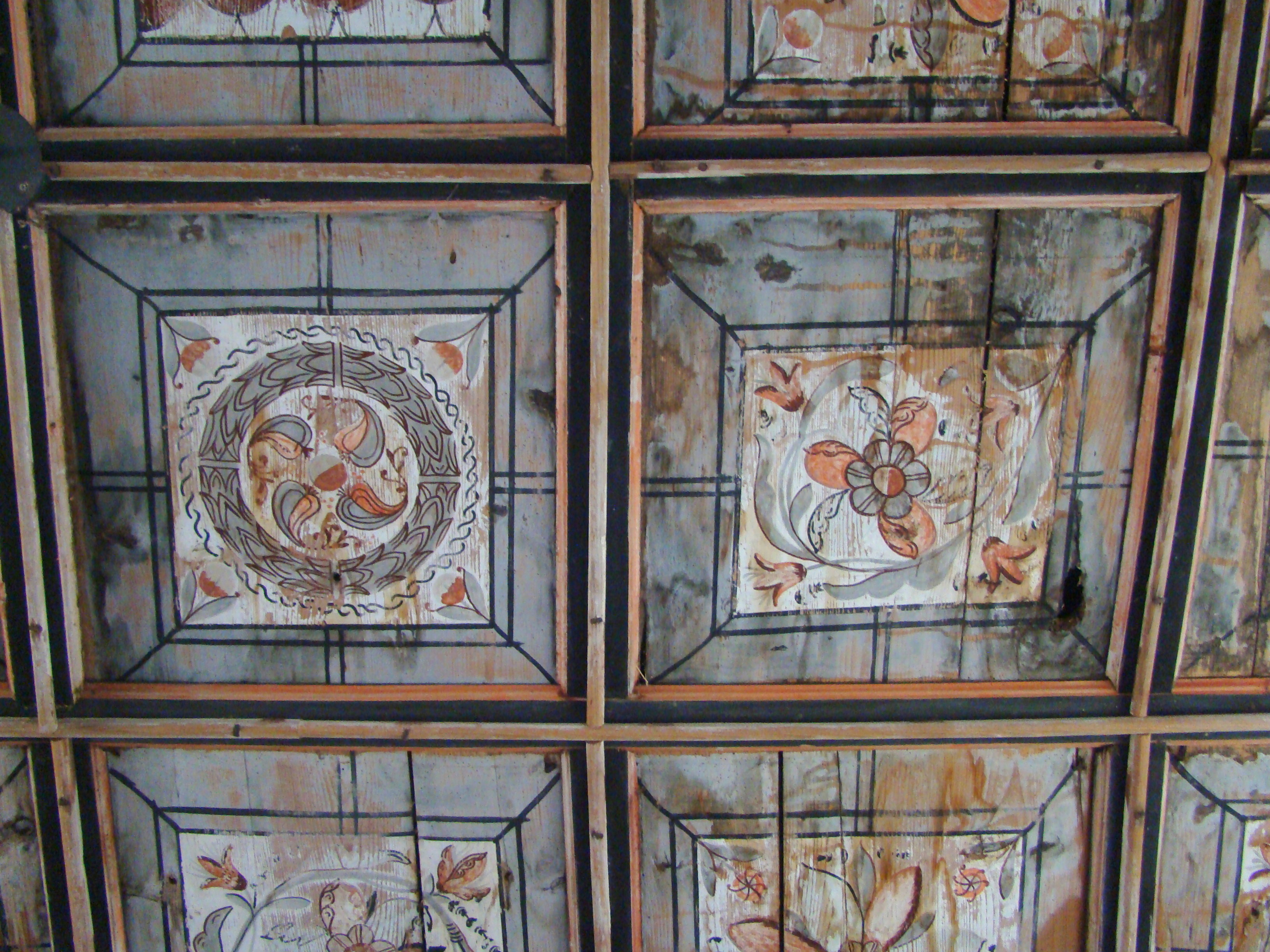
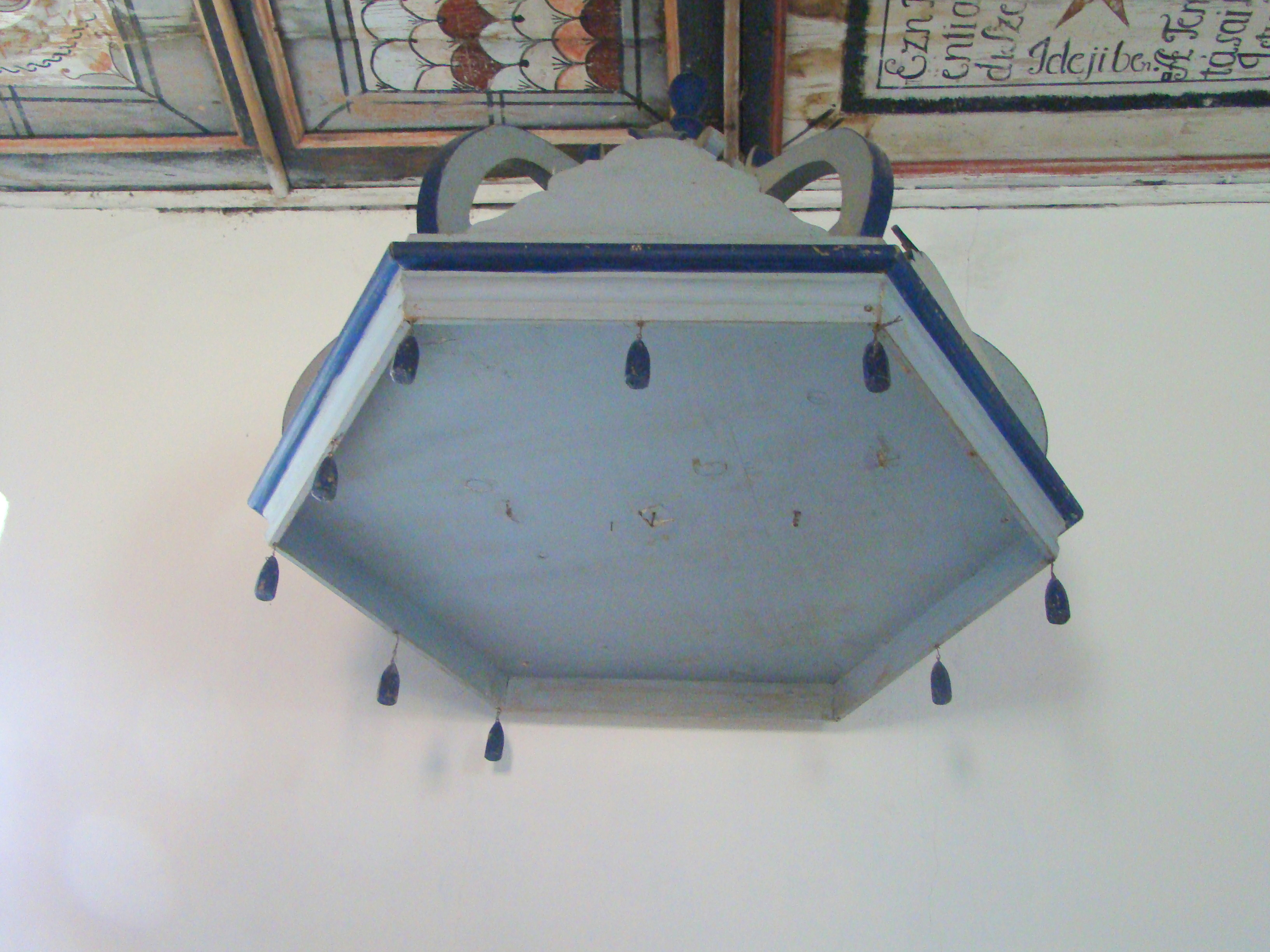
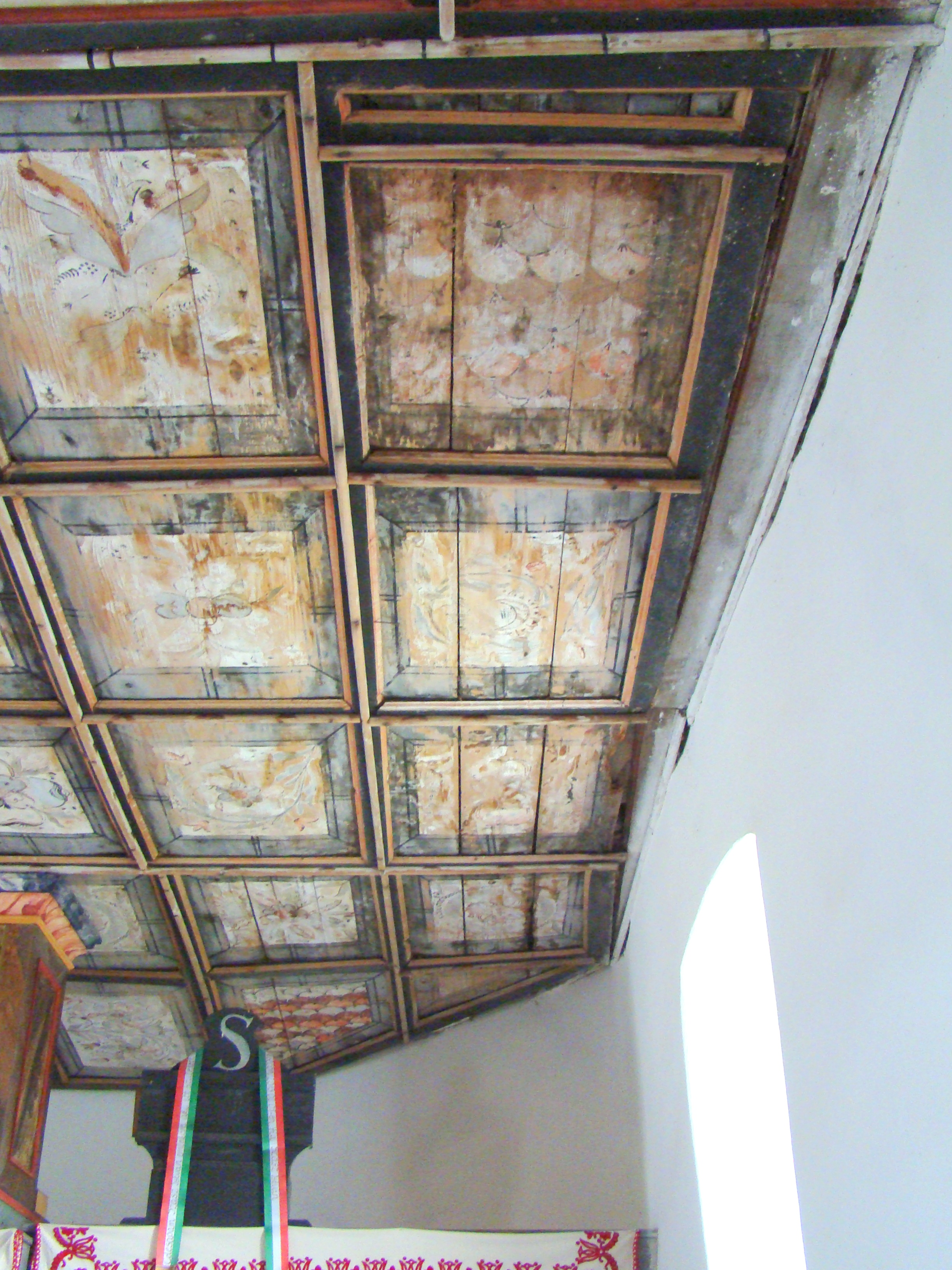
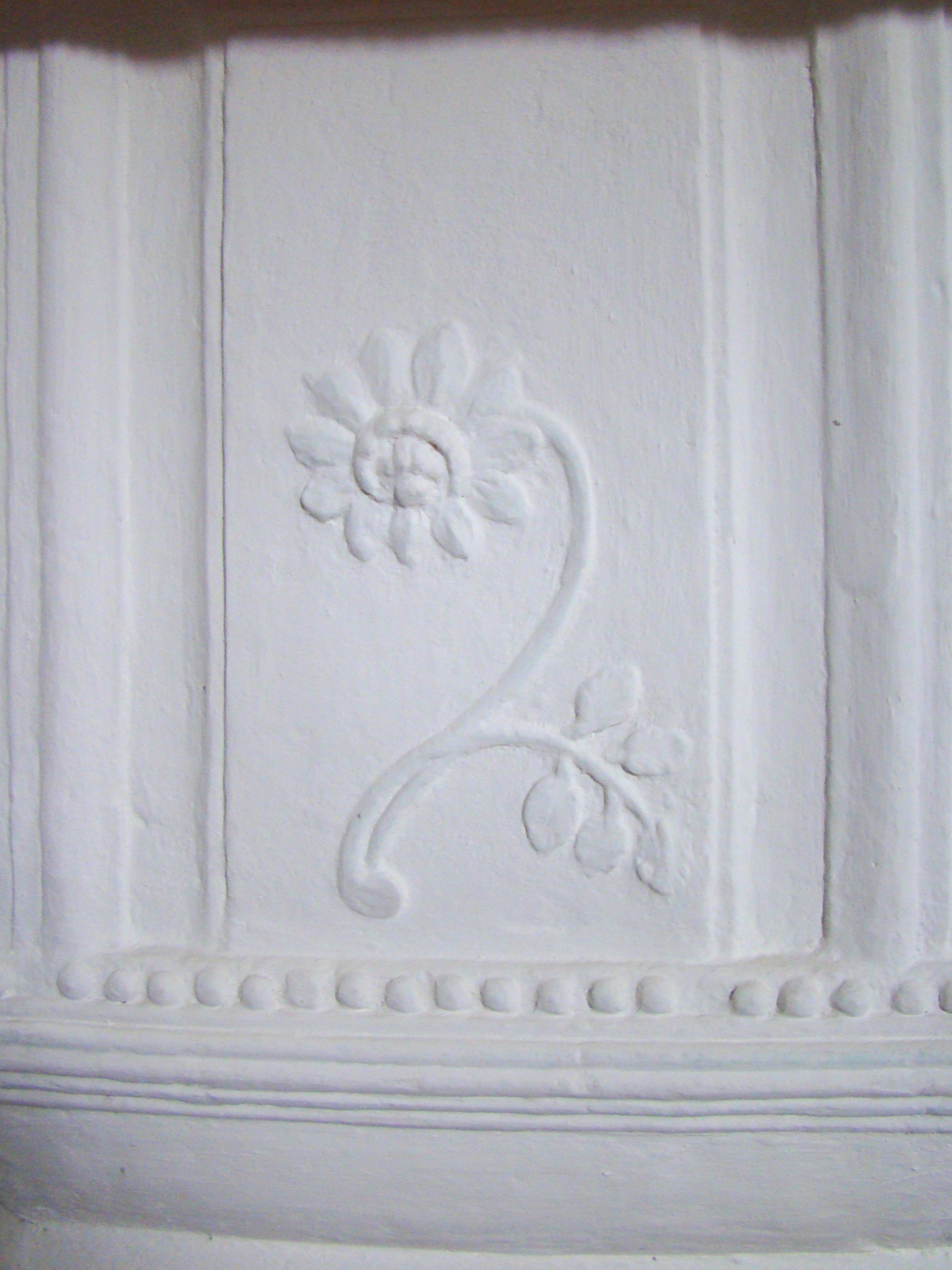
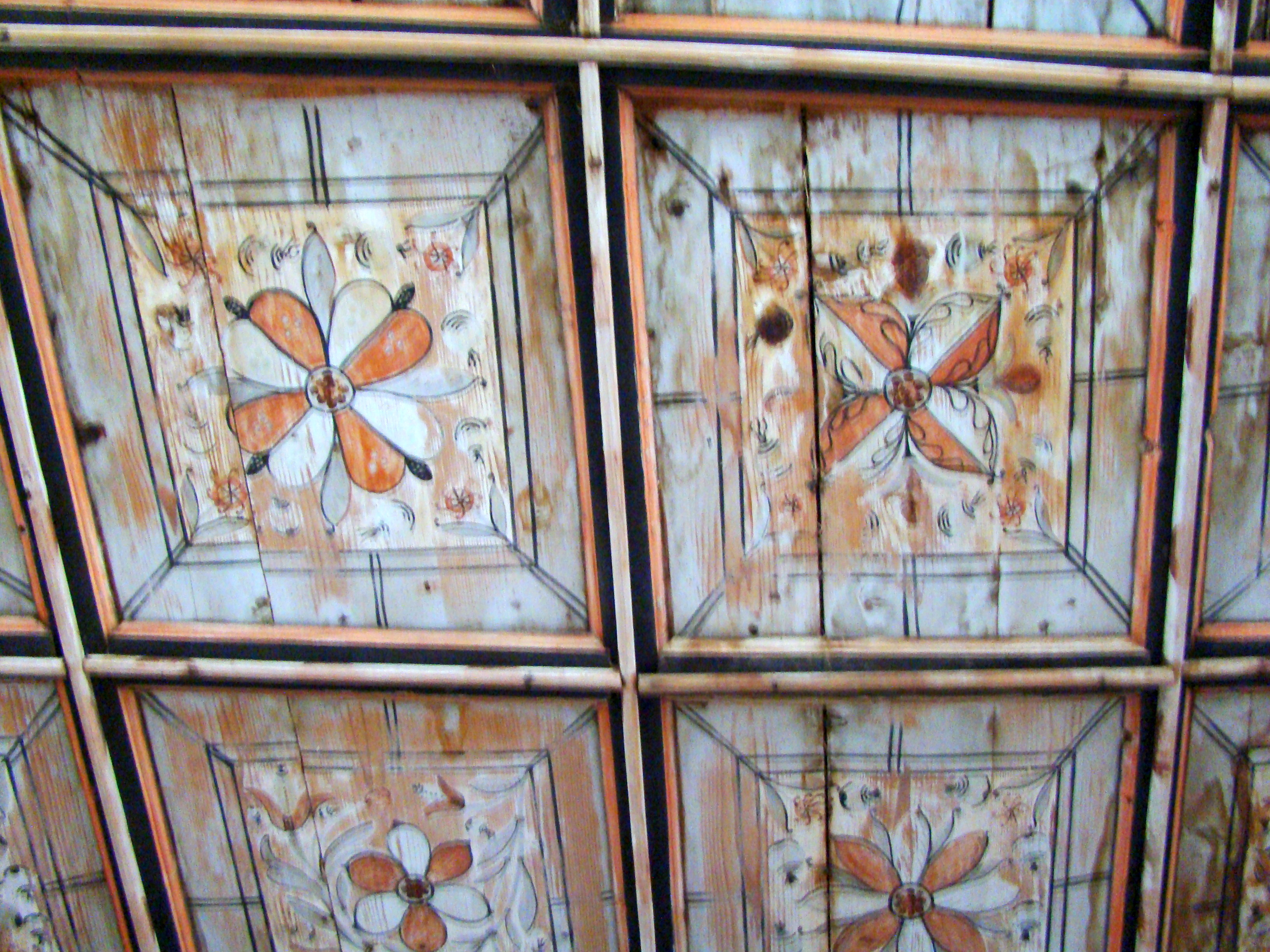
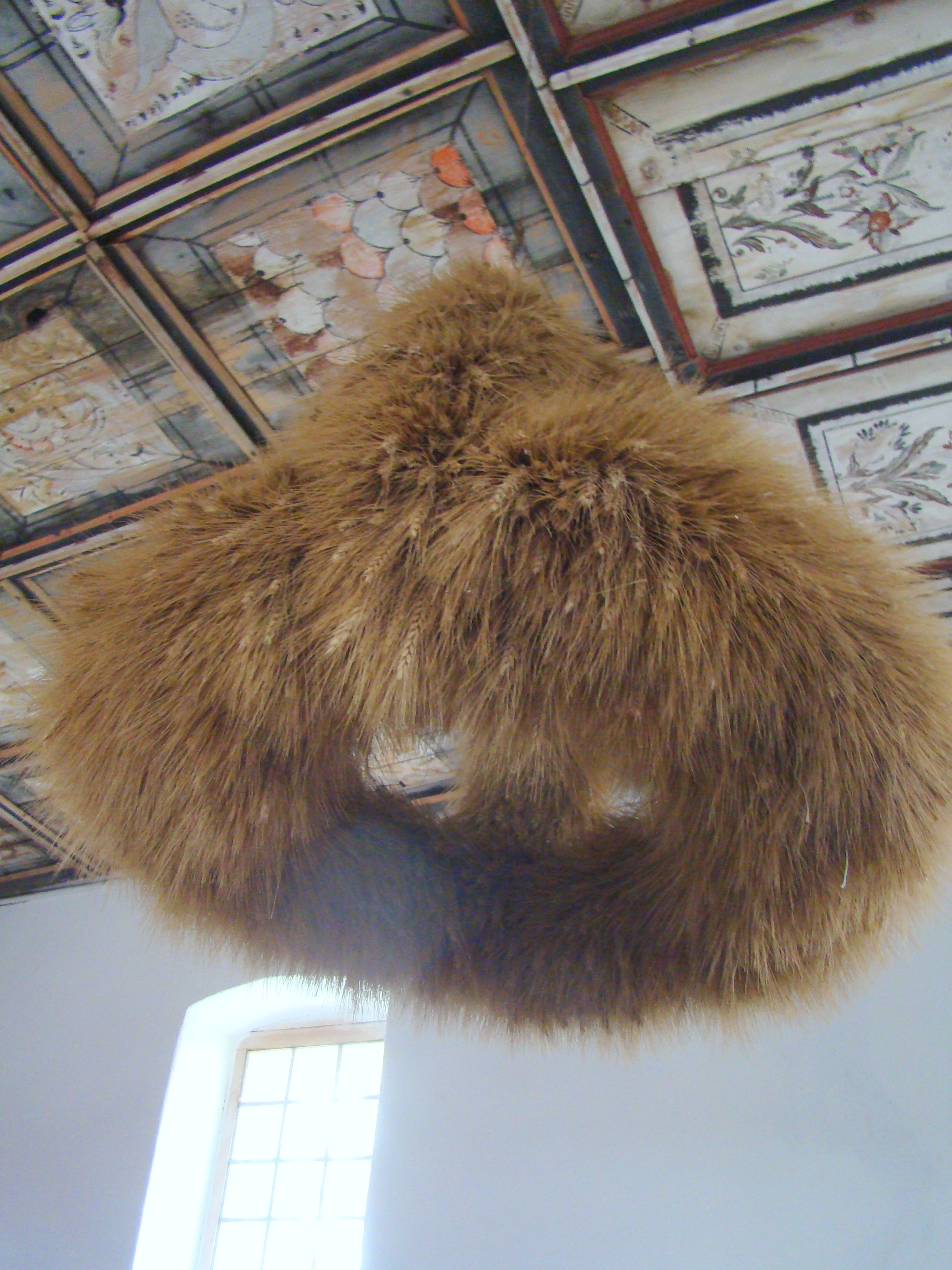
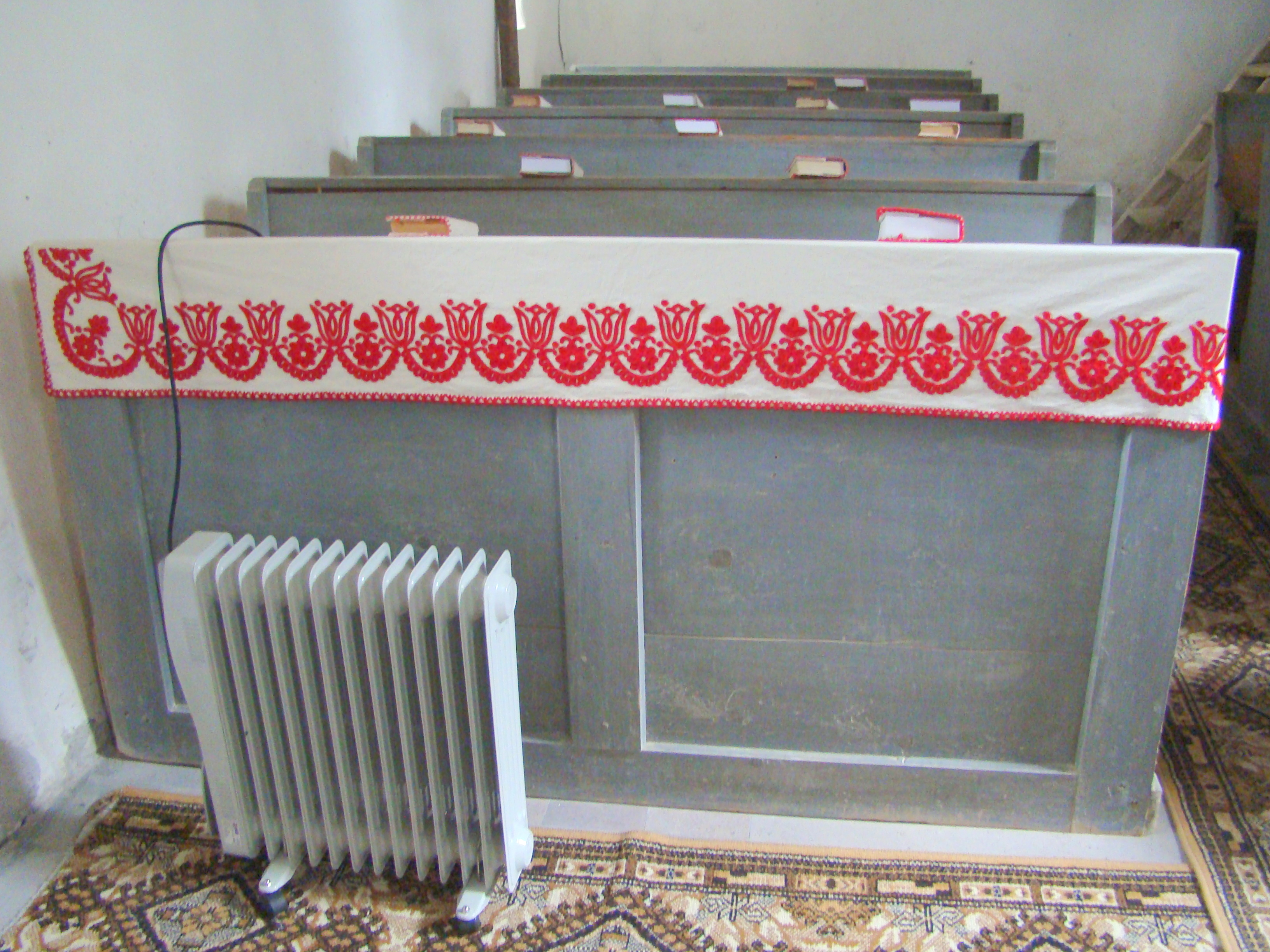
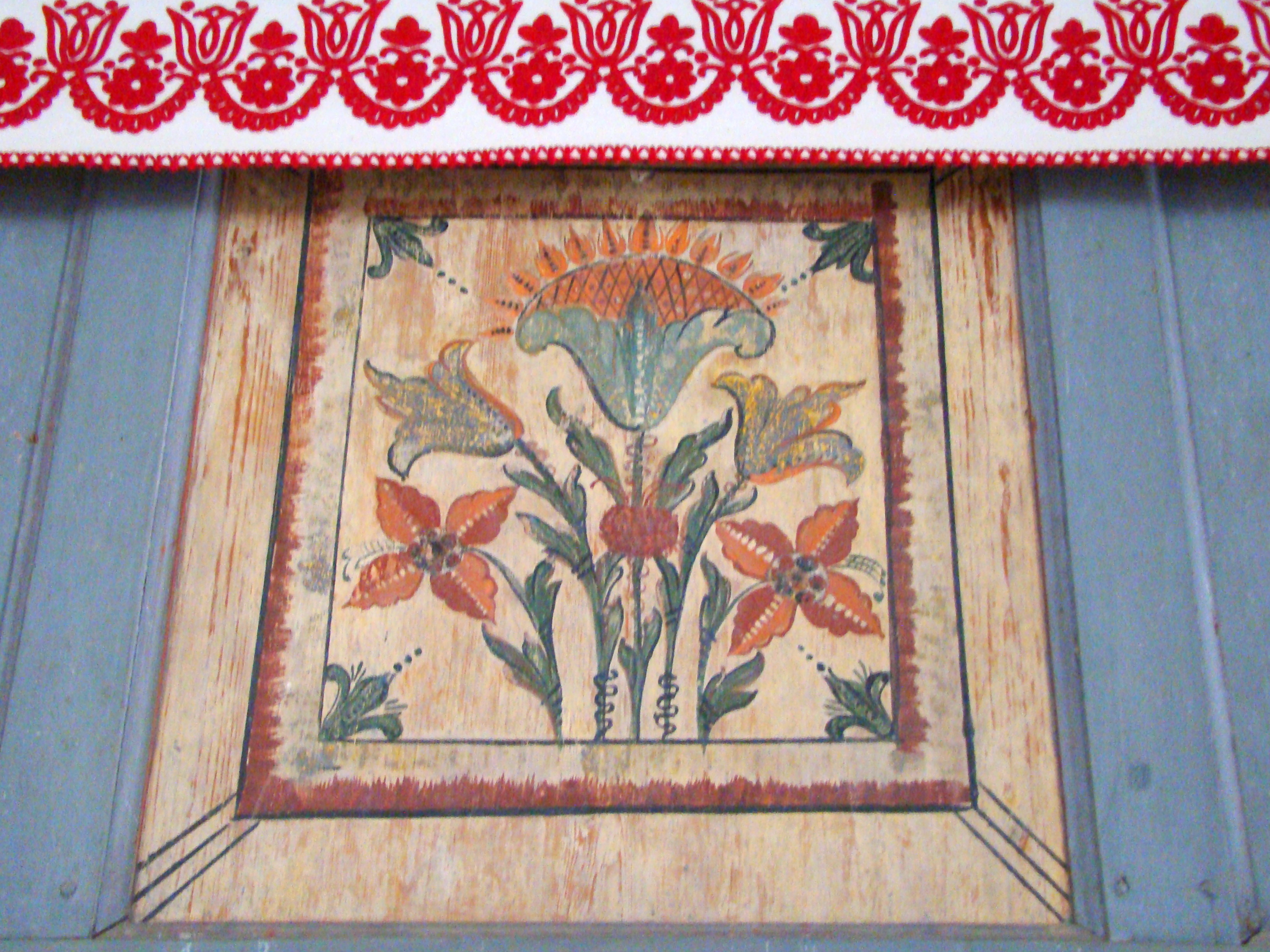

## Imagini din exterior

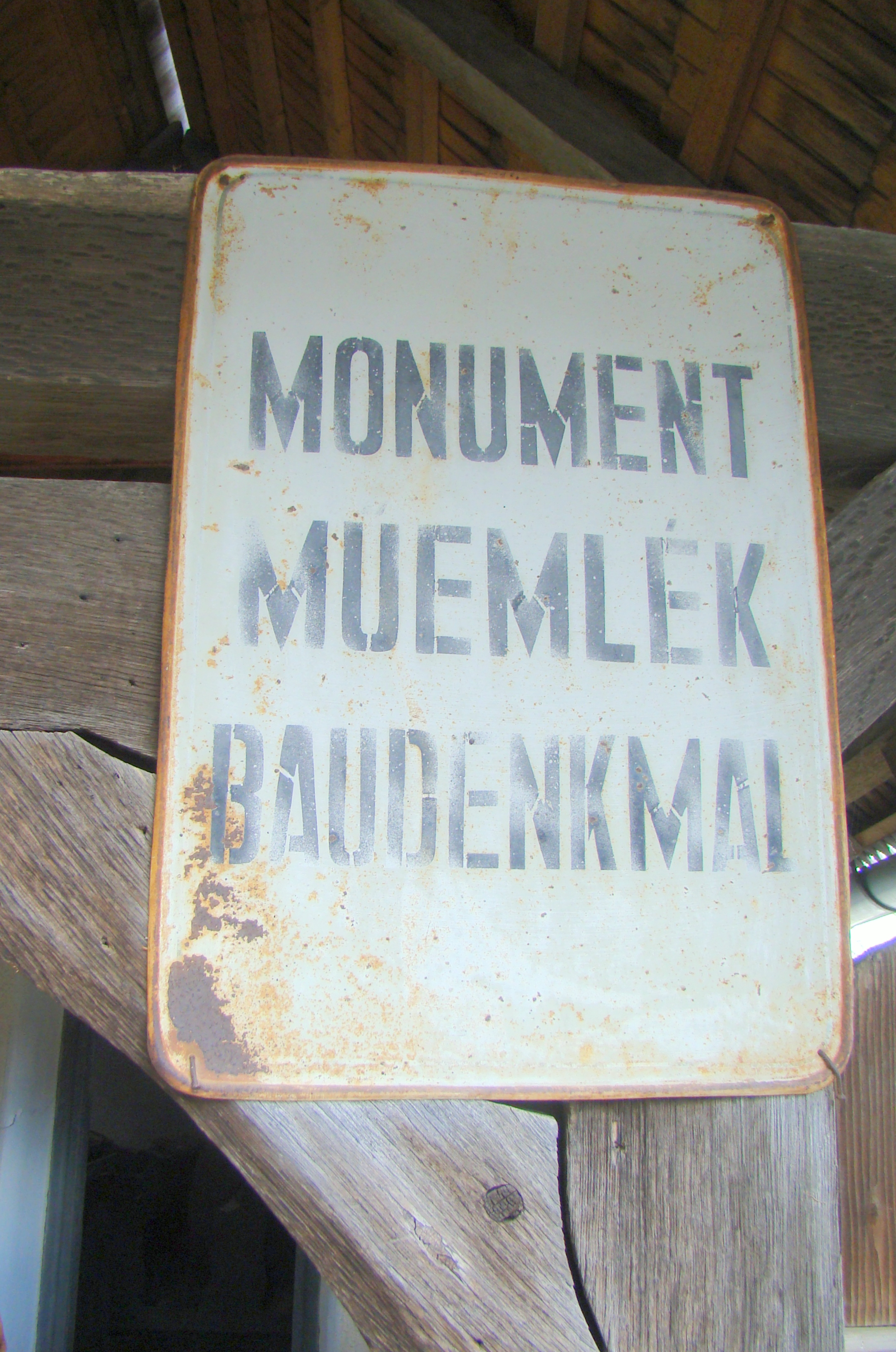
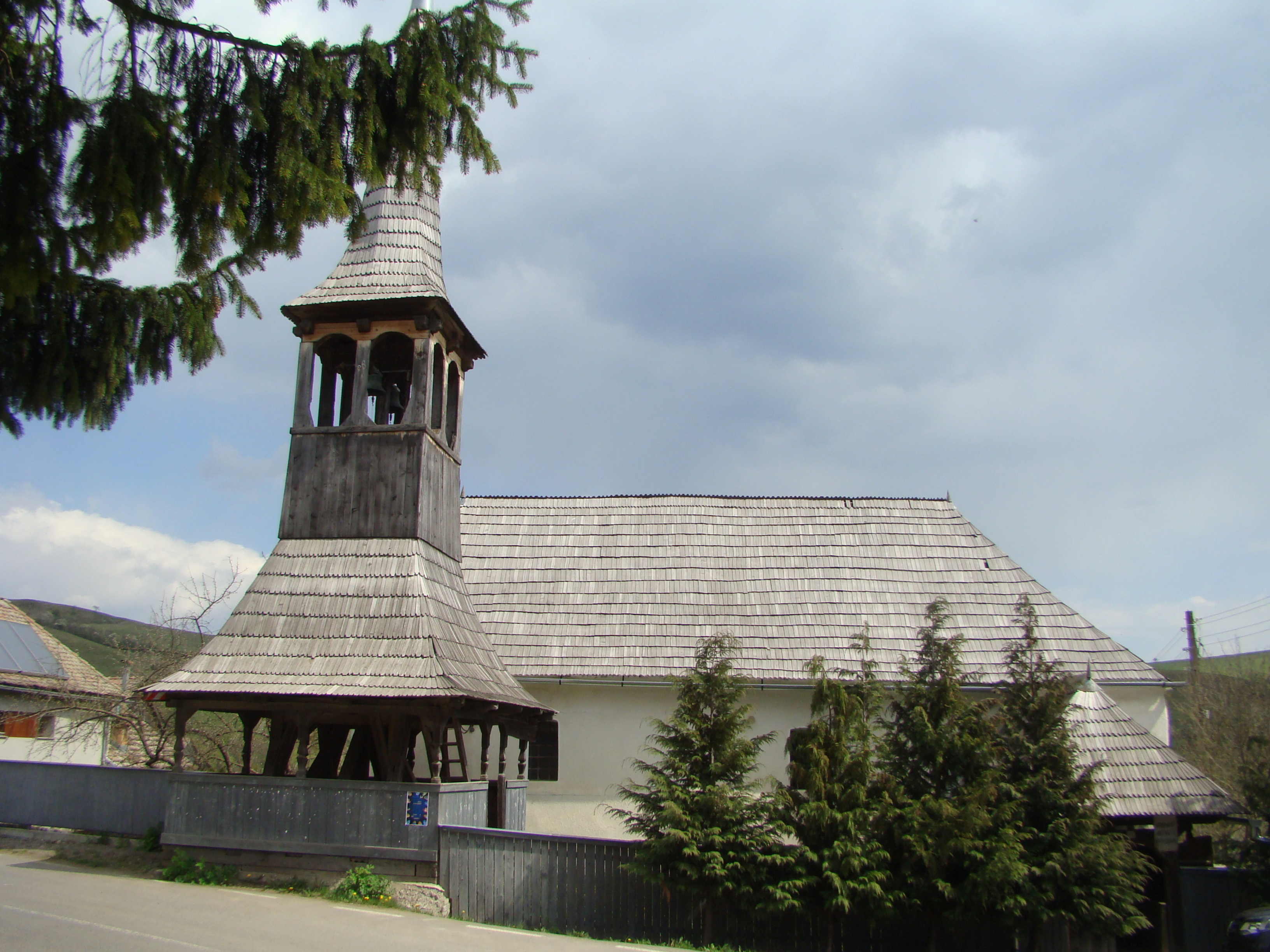
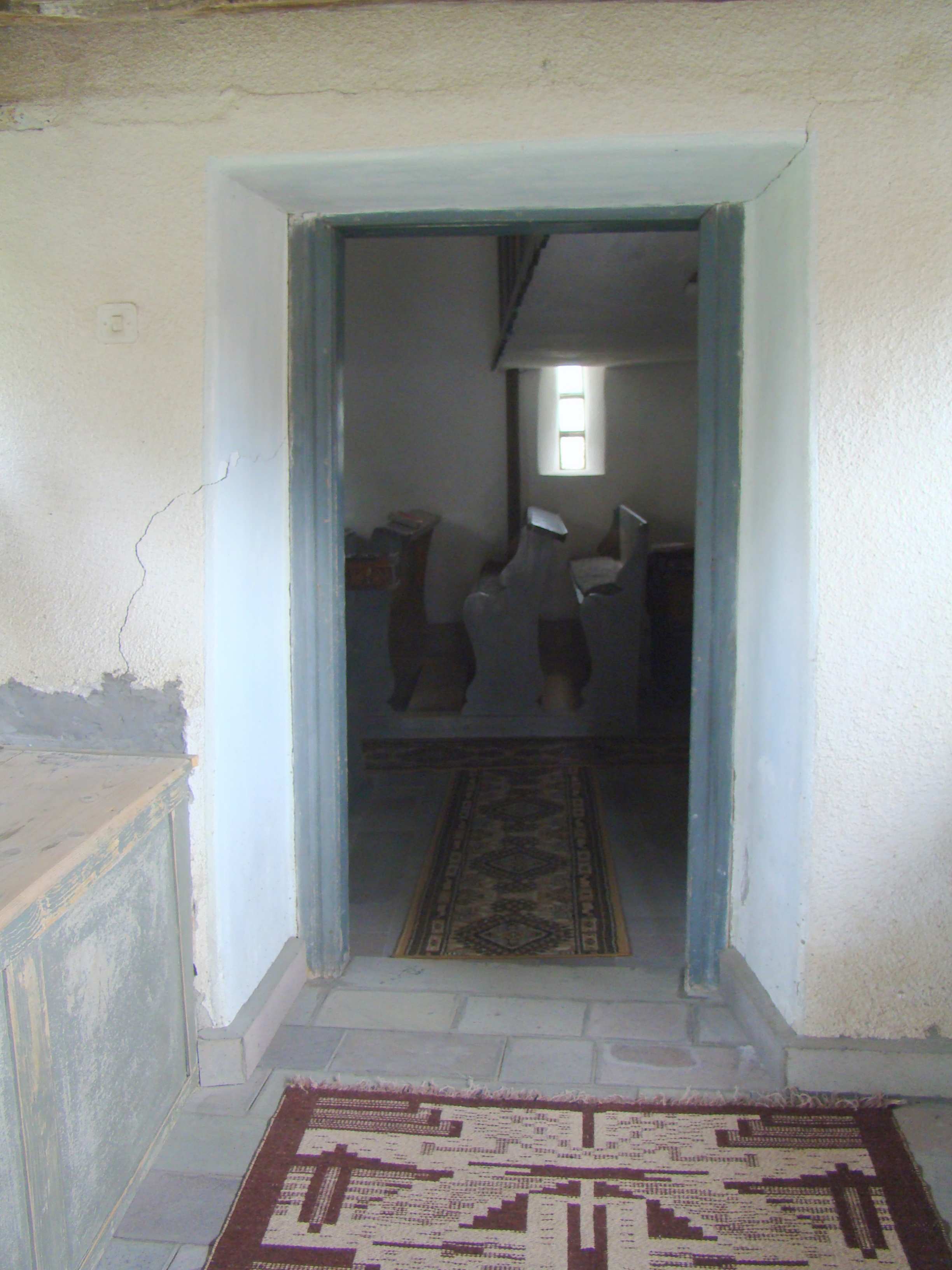
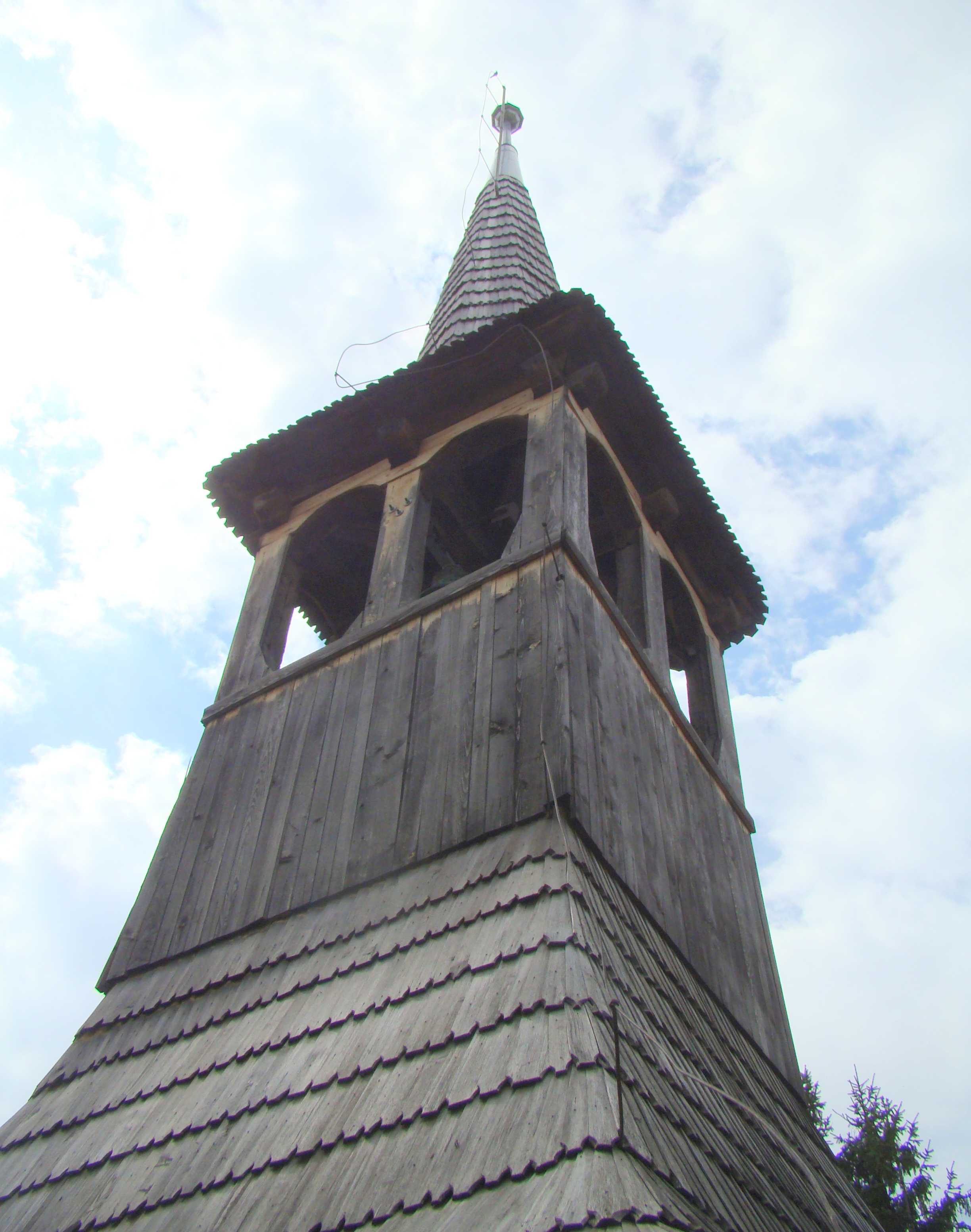
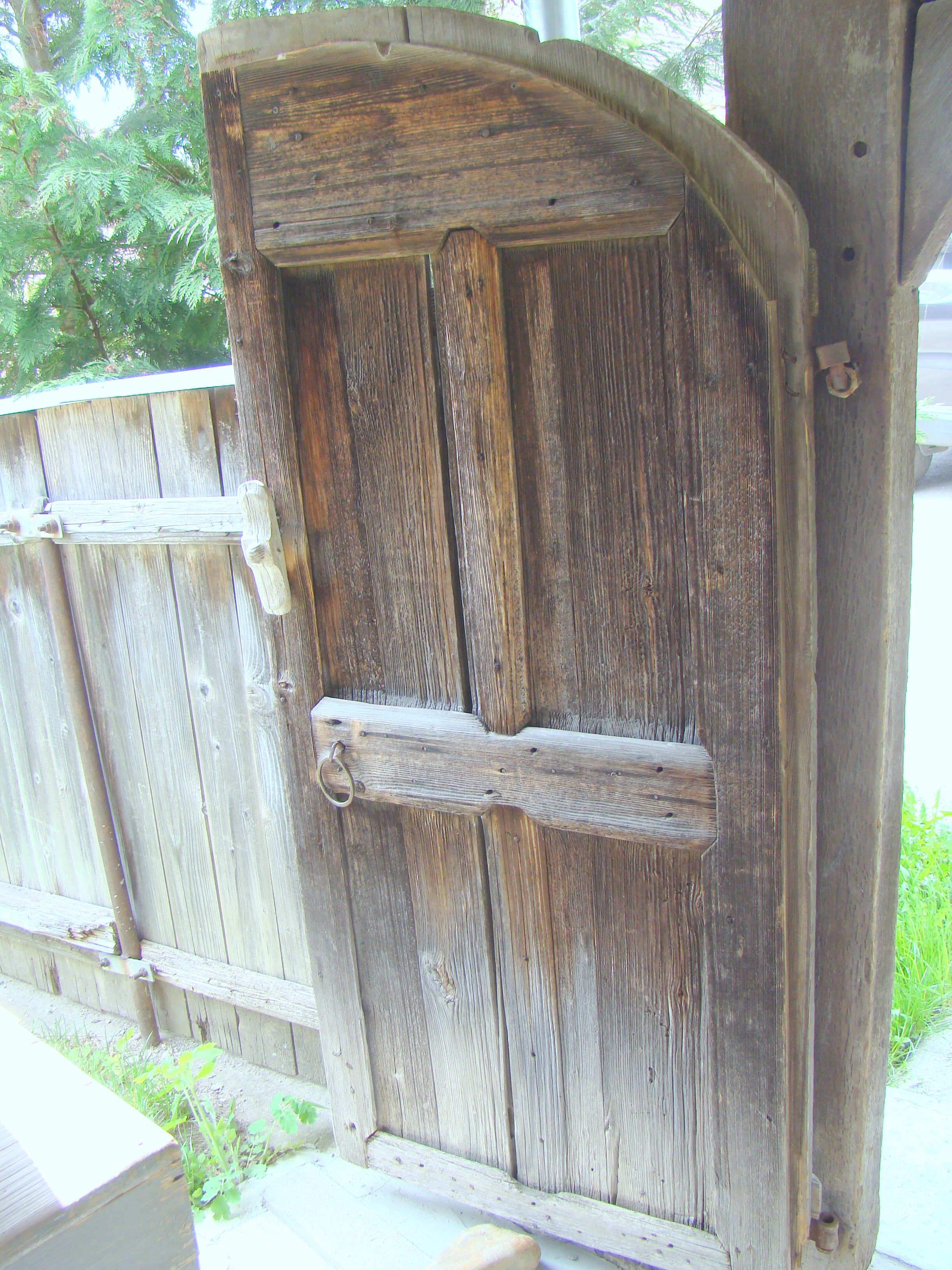
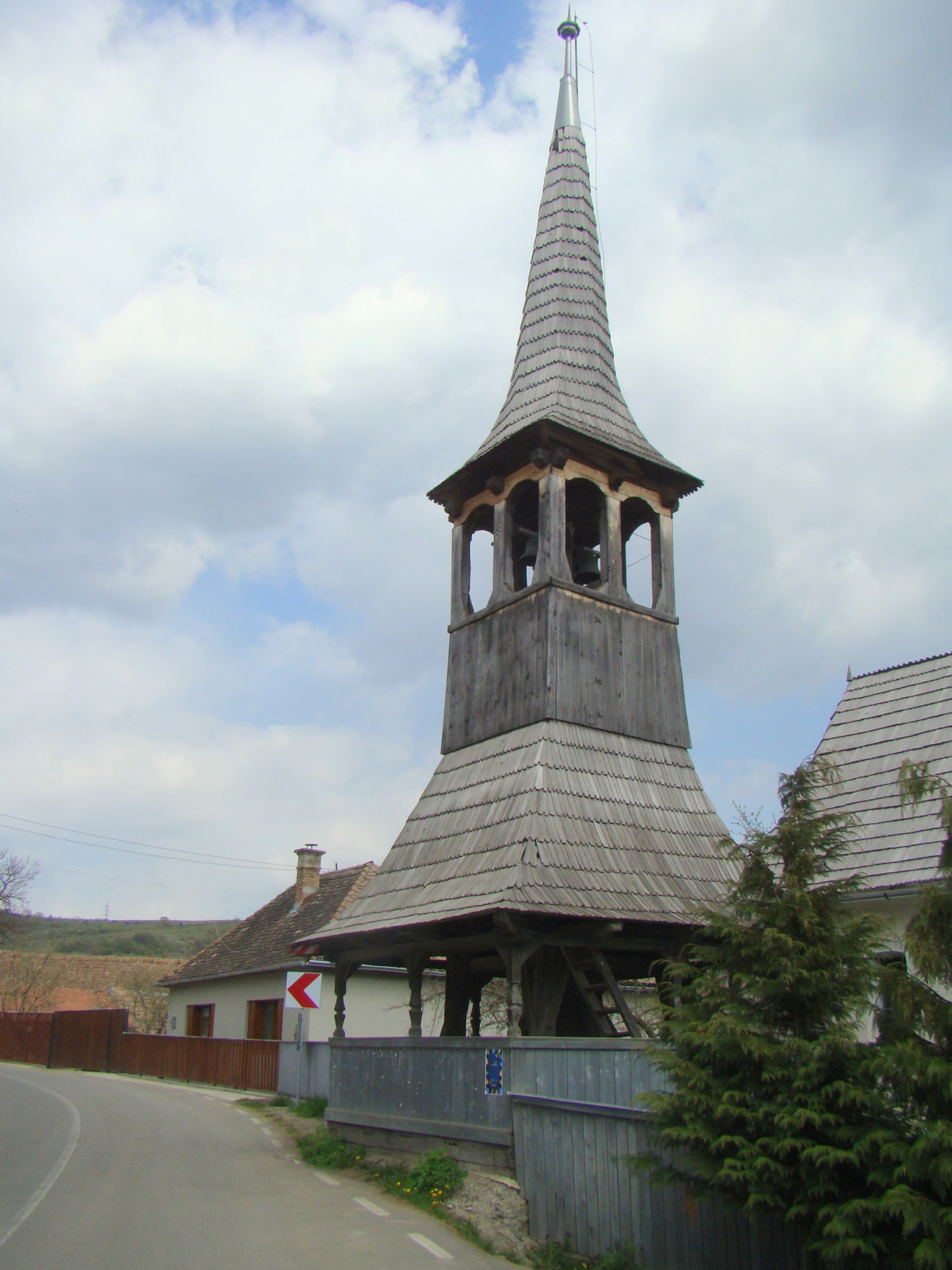
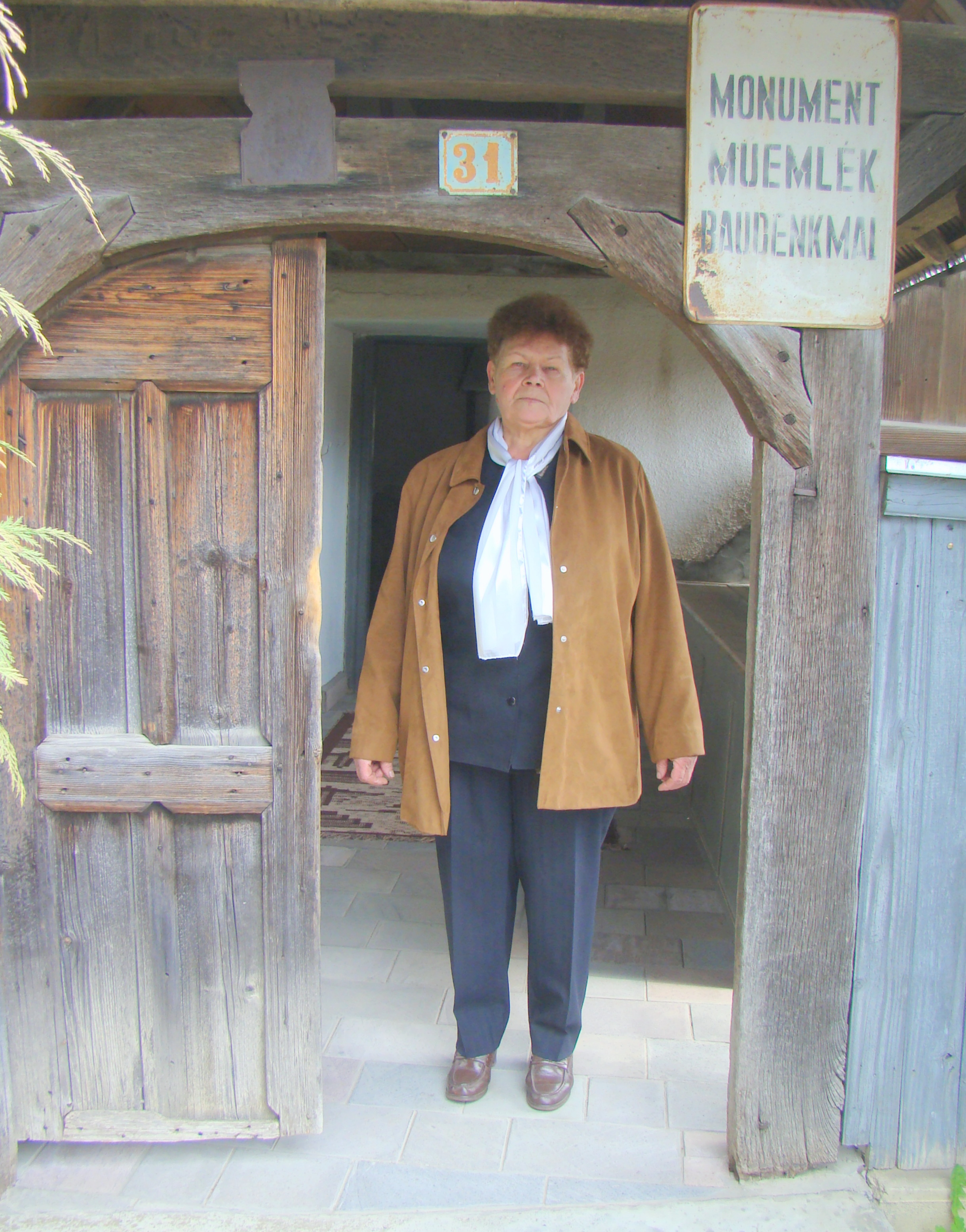
Coratorul bisericii
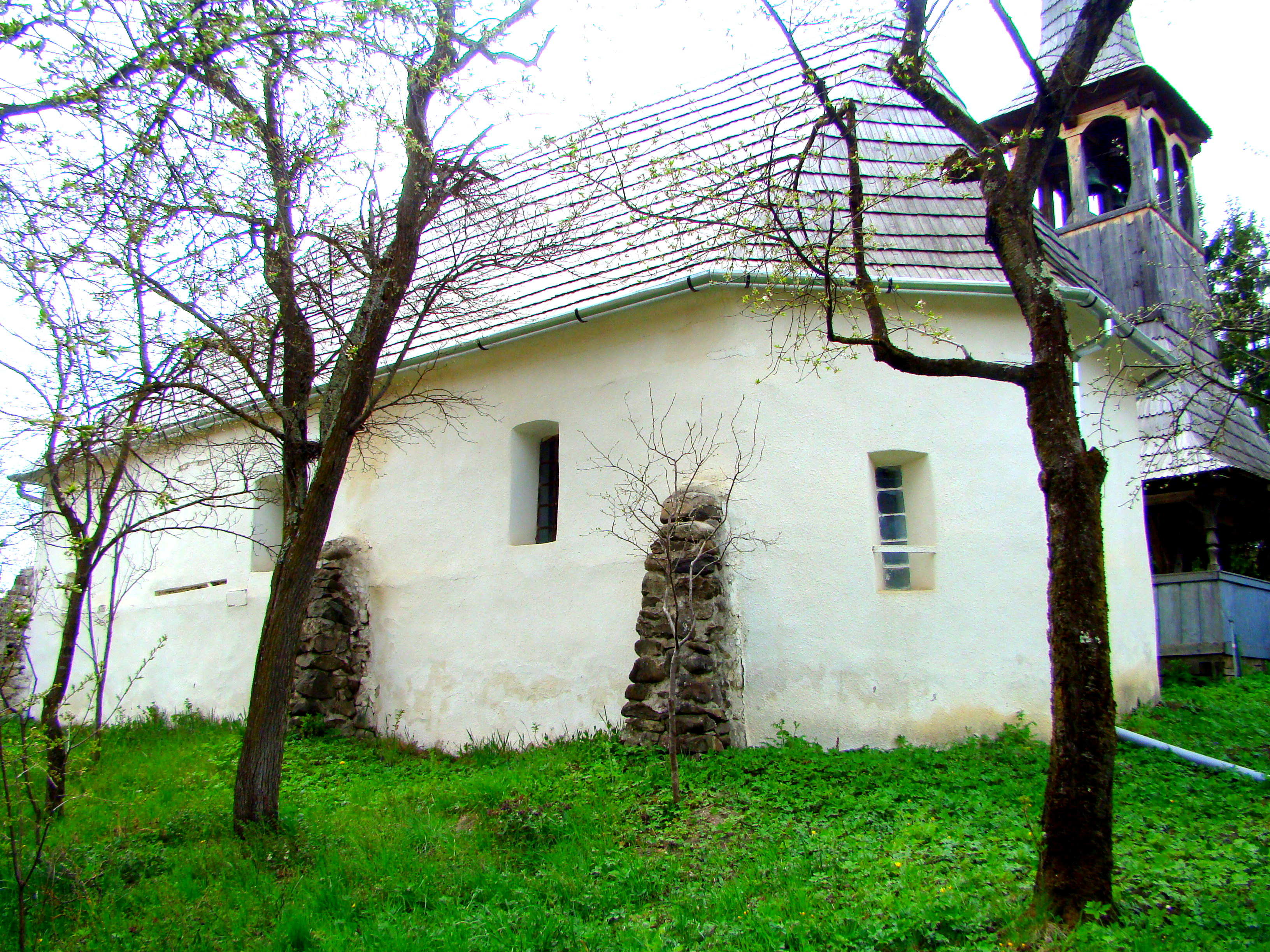